# The Divine Zero
«The Divine Zero» es una canción de la banda estadounidense de post-hardcore Pierce the Veil. Fue lanzado como el sencillo principal de su cuarto álbum de estudio, Misadventures, el 18 de junio de 2015, vía descarga digital. La canción fue escrita por el vocalista Vic Fuentes y producido por Dan Korneff. "The Divine Zero" fue nominado por la mejor canción del año para los Alternative Press Music Awards de 2016.

## Antecedentes
Pierce the Veil durante la presentación de su tercer álbum, Collide with the Sky (2012), la banda escribió y material grabado para un cuarto álbum de estudio durante la mitad de 2014 con el productor Dan Korneff. El sencillo principal, "The Divine Zero", fue publicado sin anuncios previos el jueves 18 de junio de 2015 en la Tienda de iTunes y otra descarga digital outlets. La canción fue actuada por la banda en la edición de 2015 del Warped Tour.

## Lista de canciones
Descarga digital
1. The Divine Zero" – 4:12

## Personal

### Pierce the Veil
- Vic Fuentes – vocalistas, guitarra rítmica
- Tony Perry – guitarra principal
- Jaime Preciado – bajo
- Mike Fuentes – batería

### Producción
- Dan Korneff – producción

## Lanzamiento
| País           | Fecha               | Formato          |
| -------------- | ------------------- | ---------------- |
| Estados Unidos | 18 de junio de 2015 | Descarga digital |